# 윤원거
윤원거(尹元擧, 1601년 ~ 1672년)는 조선의 후기의 학자이다.
본관은 파평(坡平). 자는 백분(伯奮), 호는 용서(龍西). 시강원필선 윤전(尹烇)의 아들이며, 어머니는 해평윤씨(海平尹氏)로 첨지중추부사 윤환(尹晥)의 딸이다.

## 생애
어려서부터 총명하고 문장이 뛰어나 이수광(李睟光)의 칭찬을 받았다. 가정에서 학문을 익힌 뒤 1625년(인조 3) 김장생(金長生)의 문하에 들어가 성리학과 예학을 전습하였다.
1633년 생원·진사 양시에 합격해 1635년 성균관재생으로 들어갔다. 이 때 이이(李珥)·성혼(成渾)의 문묘종사운동에 참여하여 그 반대자들과 논쟁을 벌였으나 성사되지 못하였다.
1636년 병자호란이 일어나자 주전론을 제기했으나 아버지가 강화도에서 순절한 뒤에는 일절 국사를 논하지 않고 재야에 은거, 학문에만 몰두하였다.
1658년(효종 9)부터 학문과 덕행으로 추천되어 공조좌랑·정랑·종부시주부·성균관사업·사헌부지평 등에 임명되었으나, 모두 사퇴하고 벼슬에 나아가지 않았다.
1660년 복제예송(服制禮訟)에서 남인 권시(權諰)를 옹호하는 발언을 했다가 송시열(宋時烈) 일파의 비난을 받았다. 1661년부터 여러 차례 사헌부장령에 임명되었으나 사양하였다.
1670년 세자시강원 진선에 임명되었을 때에는 상소를 올려 수기치인(修己治人)의 도를 논하였다. 그 요지는 솔선수범·입지·정심(正心)·면학·휼민(恤民)·근검절약·무사봉공 등이었다. 그 뒤에도 여러 차례 청요직에 임명되었으나 끝내 사양하고 나아가지 않았다.
이산(尼山)에서 가난하게 살았지만, 문거(文擧)·선거(宣擧)·순거(舜擧) 등의 종형제와 학문을 연마하고 후생을 가르치는 것으로 즐거움을 삼았다.
특히 시율에 격조가 높았으나 저술은 즐겨하지 않았다. 뒤에 이조참판에 추증되고 연산의 구산서원(龜山書院)에 제향되었다. 시문집 『용서문집』합 4권 2책이 전한다.

## 가족 관계
- 고조부 : 윤선지(尹先智)-병마절도사
- 증조부 : 윤돈(尹暾)-증좌승지
- 조부 : 윤창세(尹昌世)-증참판
- 조모 : 청주경씨, 대제학 경혼의 딸
- 아버지 : 윤전(尹烇)
- 어머니 : 해평윤씨, 윤환(尹晥)의 딸, 윤근수(尹根壽)의 손녀
  - 배 : 안동권씨, 정자 권경(權儆)의 딸
  - 후배 : 영일정씨, 진사 정유번(鄭維藩)의 딸
    - 장녀 : 김화진(金華鎭)에게 출가
    - 차녀 : 민중재(閔仲才)에게 출가
    - 삼녀 : 김세성(金世聲)에게 출가
    - 장남 : 윤주(尹拄)

  - 삼배 : 광산김씨, 군수 김현(金灦)의 딸
    - 차남 : 윤유(尹揄)
    - 삼남 : 윤부(尹拊)
    - 사녀 : 조석우(曺錫禹)에게 출가
    - 오녀 : 박여성(朴汝聖)에게 출가
- 백부 : 윤수(尹燧)
  - 사촌형 : 윤순거
- 중부 : 윤황(尹煌)
  - 사촌동생 : 윤문거
  - 사촌동생 : 윤선거

## 행력
- 선조34	1601 신축 1세 4월 10일, 伊川 縣衙에서 태어나다.
- 광해군9	1617 정사 17세	安東權氏 權儆의 딸과 혼인하다.
- 광해군12	1620 경신 20세	4월, 부인 權氏를 哭하다.
- 광해군14	1622 임술 22세	迎日鄭氏 鄭維垣의 딸과 혼인하다.
- 인조1	1623 계해 23세	滄浪 成文濬에게 편지를 보내 理氣를 논하다.
- 인조3	1625 을축 25세	從兄 尹舜擧와 함께 連山으로 沙溪 金長生을 찾아 뵙고 周易疑義를 강하다.
- 인조6	1628 무진 28세	7월, 모친상을 당하다.
- 인조9	1631 신미 31세	8월, 沙溪 金長生을 哭하다.
- 인조11	1633 계유 33세	생원진사시에 합격하다.
- 인조13	1635 을해 35세	館學 儒生들과 함께 상소하여, 牛溪先生과 栗谷先生을 文廟에 配享하기를 청하다.
- 인조14	1636 병자 36세	7월, 아들 尹拄가 태어나다.
- 인조15	1637 정축 37세	1월, 부친상을 당하다.
- 인조16	1638 무인 38세	부친의 墓誌銘을 浦渚 趙翼에게 청하다.
- 인조17	1639 기묘 39세	服을 마치고 魯山 동쪽 鷄龍 서쪽에 마련한 집으로 돌아오다. 뒤에 鷄龍之西의 ‘龍西’로 호를 삼다. ○ 6월, 仲父 八松 尹煌을 哭하다.
- 인조19	1641 신사 41세	8월, 부인 鄭氏를 哭하다.
- 인조21	1643 계미 43세	光山金氏 郡守 金灦의 딸과 혼인하다.
- 인조23	1645 을유 45세	4월, 從姪 尹拯의 冠禮에 賓이 되다.
- 인조24	1646 병술 46세	連山 鳳凰村에 移居하다. ○ 6월, 愼獨齋 金集을 찾아뵙다. 이때에 從弟인 魯西 尹宣擧와 함께 遯巖書院에 가서 宋時烈, 李惟泰 등과 講論하다. ○ 珍島로 유배가는 白江 李敬輿를 시를 지어 전송하다.
- 인조25	1647 정해 47세	7월, 아들 尹揄가 태어나다.
- 효종1	1650 경인 50세	3월, 아들 尹拊가 태어나다.
- 효종4	1653 계사 53세	3월, 沈之源과 李行進의 천거로 齊陵 參奉이 되다. ○ 尹宣擧와 함께 普光寺로 市南 兪棨를 방문하고 易傳疑義와 後天說을 강론하다. ○ 7월, 尹宣擧 등과 遯院에 모여 太極圖를 강론하다. ○ 윤7월, 兪棨 등과 黃山에서 만나다. ○ 8월, 後塘에서 宗會를 하다.
- 효종5	1654 갑오 54세	4월, 尹宣擧, 兪棨, 宋時烈 등과 皐蘭寺에서 만나다.
- 효종6	1655 을미 55세	3월, 浦渚 趙翼을 哭하다.
- 효종7	1656 병신 56세	從兄弟인 尹舜擧, 尹宣擧와 함께 輔仁堂을 改修하고 鄕飮儀를 講하다. ○ 윤5월, 愼獨齋 金集을 哭하다. ○ 6월, 금부 도사가 되다.
- 효종8	1657 정유 57세	5월, 尹宣擧, 兪棨, 李惟泰 등과 遯院에 모여 朱子奏狀을 講하다. ○ 9월, 金溝에 가서 從兄 尹舜擧를 問候하다.
- 효종9	1658 무술 58세	12월, 공조 좌랑이 되다.
- 효종10	1659 기해 59세	윤3월, 공조 정랑이 되다. ○ 8월, 종부시 주부가 되다. ○ 10월, 성균관 사업이 되다.
- 현종1	1660 경자 60세 5월, 지평에 제수되었으나 사직하다. ○ 9월, 또 지평에 제수되어 상소하여 사직하였으나 윤허받지 못하다. ○ 禮論으로 宋時烈과 사이가 어긋난 尹鑴, 權諰 등과 친밀했으므로 당시 여론의 배척을 받다.
- 현종2	1661 신축 61세	1월, 呈狀하여 체직되다.
- 현종3	1662 임인 62세	2월, 輔仁堂에 머물며 講學하다.
- 현종4	1663 계묘 63세	8월, 懷川으로 同春 宋浚吉을 방문하다. ○ 9월, 장령으로 소명을 받았으나 呈狀하여 체직되다. ○ 12월, 司業이 되다.
- 현종5	1664 갑진 64세	2월, 장령으로 소명을 받았으나 정장하여 체직되다. ○ 3월, 市南 兪棨를 곡하다. ○ 尤庵 宋時烈의 손자 宋疇錫의 冠禮 모임에 참여하다.
- 현종6	1665 을사 65세	3월, 林川 笠浦에 있는 閔聖徽의 別業을 빌려 移居하다. ○ 9월, 장령을 제수받아 서울로 가는 尹舜擧를 전송하다.
- 현종7	1666 병오 66세	장령으로 소명을 받았으나 정장하여 체직되다.
- 현종8	1667 정미 67세 4월, 사도시 정이 되다.
- 현종9	1668 무신 68세	2월, 笠浦에서 鳳村 옛집으로 돌아오다. ○ 12월, 童土 尹舜擧를 哭하다.
- 현종10	1669 기유 69세	1월, 특별 유지를 내려 불렀으나 정장하여 사양하고 나가지 않다. ○ 4월, 장령으로 소명을 받았으나 정장하여 체직되다. ○ 魯西 尹宣擧를 곡하다.
- 현종11	1670 경술 70세	4월, 시강원 進善에 제수되어 상소하여 사직하였으나 윤허받지 못하다가 얼마 뒤 정장하여 체직되다.
- 현종12	1671 신해 71세	7월, 장령에 제수되었으나 체직되다. ○ 松谷 趙復陽을 곡하다.
- 현종13	1672 임자 72세	7월 12일, 졸하다. ○ 8월, 公州 板峙에 장사 지내다.
- 영조51	1775 을미 -	문집이 간행되다. (尹光紹의 序)